# نقطه بازگشت
نقطه بازگشت (روسی: Великий перелом) فیلمی در ژانر درام به کارگردانی فردریک ارملر است که در سال ۱۹۴۵ منتشر شد. این فیلم برنده نخل طلایی جشنواره فیلم کن ۱۹۴۶ است.